# Passage Klee

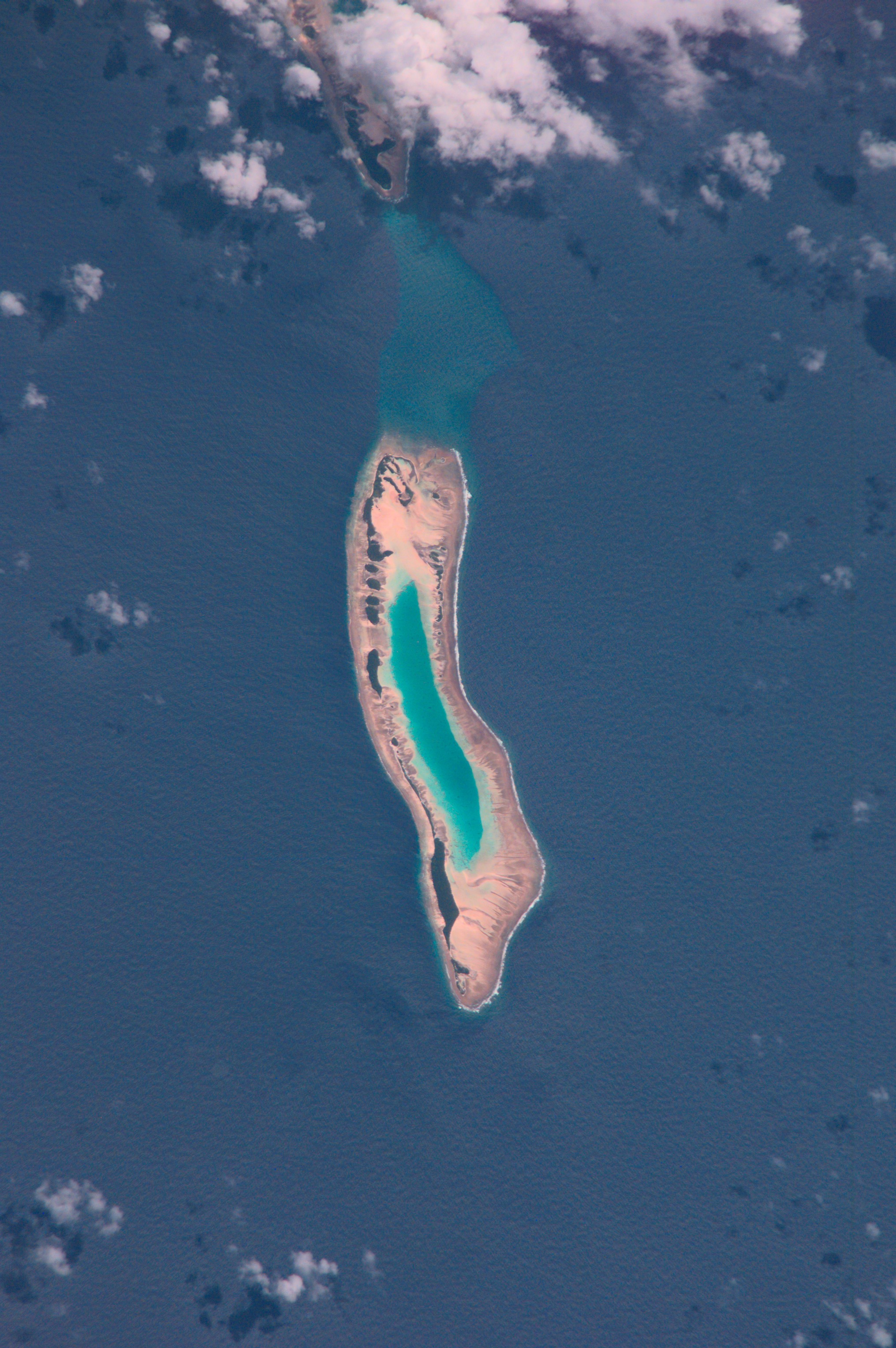
L'atoll de Nadikdik avec le passage Klee à gauche.

Le passage Klee est un canal d'eau peu profonde qui sépare les atolls de Mili et de Nadikdik, aux îles Marshall.
Un banc de sable sous-marin se trouve directement sous le canal d'eau, ce qui rend impossible le passage des grands navires.
À l'origine, le banc de sable était au-dessus de l'eau, connectant les deux atolls. L'érosion de la mer a fini par créer ce passage et séparer les deux atolls.